# Echipa națională de baschet a României

Stema echipei naționale de baschet a României

Echipa națională de baschet a României, este o selecție a celor mai buni baschetbaliști români. Este administrată de Federația Română de Baschet și reprezintă România în competițiile internaționale de baschet organizate de FIBA.  
România a fost una dintre țările fondatoare ale FIBA în Europa în 1932, totuși echipa națională nu a adunat niciodată medalii la competițiile internaționale. Se mândrește cu o singură participare la Jocurile Olimpice și cu 17 la Campionatele Europene, dar nu a participat niciodată la faza finală a Cupei Mondiale. Sigma

## Istoric

### EuroBasket 1935
La primul Campionat European de la Geneva, naționala României a terminat pe ultimul loc în turneul de atunci cu zece echipe. Pierzând toate cele trei meciuri; 42-9 cu Elveția, 66-23 cu Franța și 24-17 cu Ungaria.

### EuroBasket 1947
România a revenit la Campionatul European doisprezece ani mai târziu, la Praga, pentru EuroBasket 1947. După turul preliminar, a terminat cu o victorie și două înfrângeri, care i-a eliminat din competiție, totuși a atins prima victorie la EuroBasket, câștigând împotriva Olandei. Românii au mai adăugat două victorii în competiția pentru clasamentul final, învingând Austria și Albania. Ultimul meci, împotriva Italiei pentru locurile 9 și 10, a fost pierdut de România cu scorul 55-39. Echipa națională s-a clasat astfel din nou pe locul zece, dar de data aceasta într-un format cu 14 echipe. 

### EuroBasket 1951
Naționala României s-a calificat la ediția Campionatului European de la Paris din 1951, dar s-a retras înainte de a se juca vreun meci, așa că evidențele oficiale arată trei înfrângeri în turul preliminar, fiecare cu scorul de 2-0.

### Jocurile Olimpice 1952
România a reușit să se califice la Jocurile Olimpice de vară din 1952 de la Helsinki, unde naționala a terminat pe locul 23. A fost prima și singura dată când s-a calificat la Turneul Olimpic de Baschet.

### EuroBasket 1953
Campionatul European organizat la Moscova în 1953 a fost următorul turneu european în care a jucat naționala României. Echipa a terminat pe locul 3 în grupa preliminară cu un palmares de 1-2 și a avansat în tururile de clasificare. Aici a câștigat 3 din cele 4 jocuri, terminând la egalitate în trei pentru primul loc al grupei. Totuși, a pierdut în departajare și a fost retrogradată în meciurile pentru locurilor 13-16. două meciuri la rând românii au terminat pe locul 13 dintre cele 17 echipe din turneu.

### EuroBasket 1955
România a avut mult mai mult succes doi ani mai târziu, la EuroBasket 1955 de la Budapesta. Înfrângere în turul preliminar în fața puterii globale a Uniunii Sovietice a contat puțin, deoarece echipa națională a câștigat celelalte trei meciuri preliminare împotriva Suediei, Elveției și Luxemburgului ocupând astfel locul doi în grupă în spatele sovieticilor reușind să se califice pentru runda finală. Acolo, au câștigat meciurile împotriva Poloniei și Iugoslaviei pentru terminând cu 2-5 în runda finală și pe locul 7 în turneul cu 18 echipe.

### EuroBasket 1957
România a ajuns la un singur punct de câștigarea grupului preliminar la EuroBasket 1957 de la Sofia, pierzând în fața Ungariei într-un meci strâns. A învins pe ceilalți doi adversari, Belgia și Finlanda, terminând pe locul doi în grupă, reușind să avanseze în runda finală. Acolo, s-a confruntat din nou cu Ungaria, dar jocul nu a fost la fel de strâns, deoarece ungurii au ajuns la o victorie cu 76-61. Echipa națională a pierdut și în fața celorlalte trei câștigătoare a grupului, pentru a termina cu un palmares de 3-4 ce i-a permis să încheie turneul pe locul 5.

### Anii următori
Echipa și-a repetat cea mai de succes campanie la Campionatul European din 1967 când a terminat din nou pe locul 5. În anii următori, echipa a avut câteva performanțe de succes, dar după 1987, nu a mai participat la evenimentele de elită din Europa. După 30 de ani de absență, România a revenit la EuroBasket în 2017, când țara a câștigat dreptul de găzduire alături de Finlanda, Israel și Turcia. Cu toate acestea, echipa națională și-a încheiat participarea cu cinci înfrângeri în cele cinci jocuri jucate.

## Rezultate în competiții internaționale

### Jocurile Olimpice
- 1952 - 23

### Campionatul european
- 1935 - 10
- 1947 - 10
- 1951 - 18
- 1953 - 13
- 1955 - 7
- 1957 - 5
- 1959 - 8
- 1961 - 7
- 1963 - 11
- 1965 - 13
- 1967 - 5
- 1969 - 9
- 1971 - 8
- 1973 - 9
- 1975 - 11
- 1985 - 10
- 1987 - 12
- 2017 - 23

## Selecționeri
- C. O. Lecca – (1935)
- C. Virgolici – (1947)
- Alexandru Popescu – (1952–1953)
- Vasile Popescu – (1955–1957)
- Constantin Herold – (1959–1961)
- Vasile Popescu – (1963–1965)
- Alexandru Popescu – (1967–1973)
- Mihai Nedef – (1975)
- Gheorghe Novac – (1985–1987)
- Costel Cernat – (2008–2009)
- Daniel Calancea – (2009)
- John Neumann – (2010–2012)
- Mladen Ostojic – (2012)
- Marcel Tenter – (2013–2017)
- Zare Markovski – (2017–2018)
- Tudor Costescu – (2018–2021)
- Dragan Petričević – (2021–prezent)

## Echipament

### Furnizor
- 2014: Ancada
- 2015–2017: Peak
- 2019–prezent: Spalding

### Sponsor
- 2020–prezent: Banca Transilvania